# Jelendol, Ribnica
Jelendol je naselje v Občini Ribnica.